# Lissosculpta salomonis
Lissosculpta salomonis är en stekelart som först beskrevs av Cameron 1911.  Lissosculpta salomonis ingår i släktet Lissosculpta och familjen brokparasitsteklar. Inga underarter finns listade i Catalogue of Life.